# Ayla
Pour les articles homonymes, voir Ayla (producteur).
Ne doit pas être confondu avec île de Graye ou Alya.

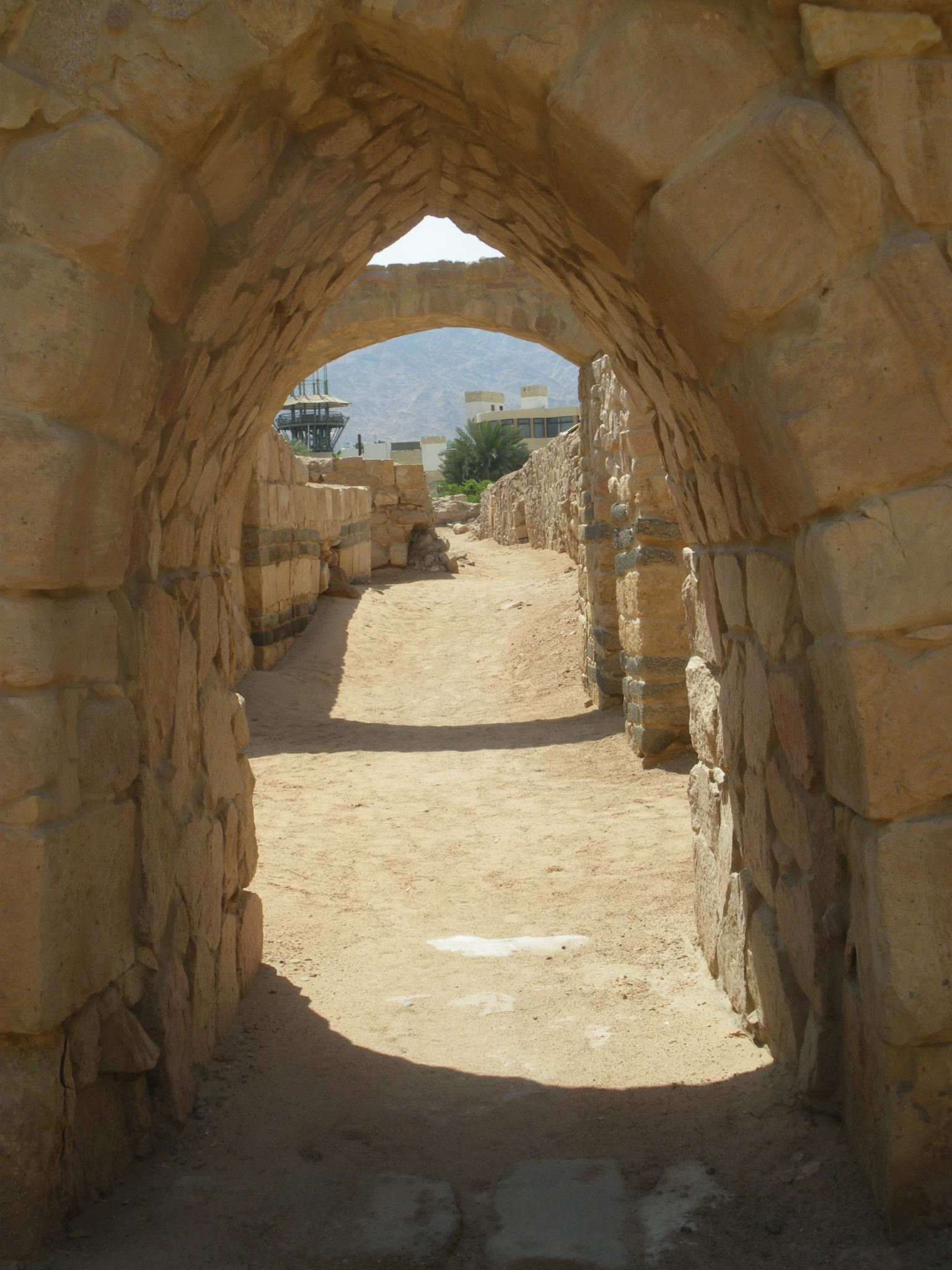
La porte d'Égypte (Bab el Msir) dans les ruines de la cité d'Ayla.

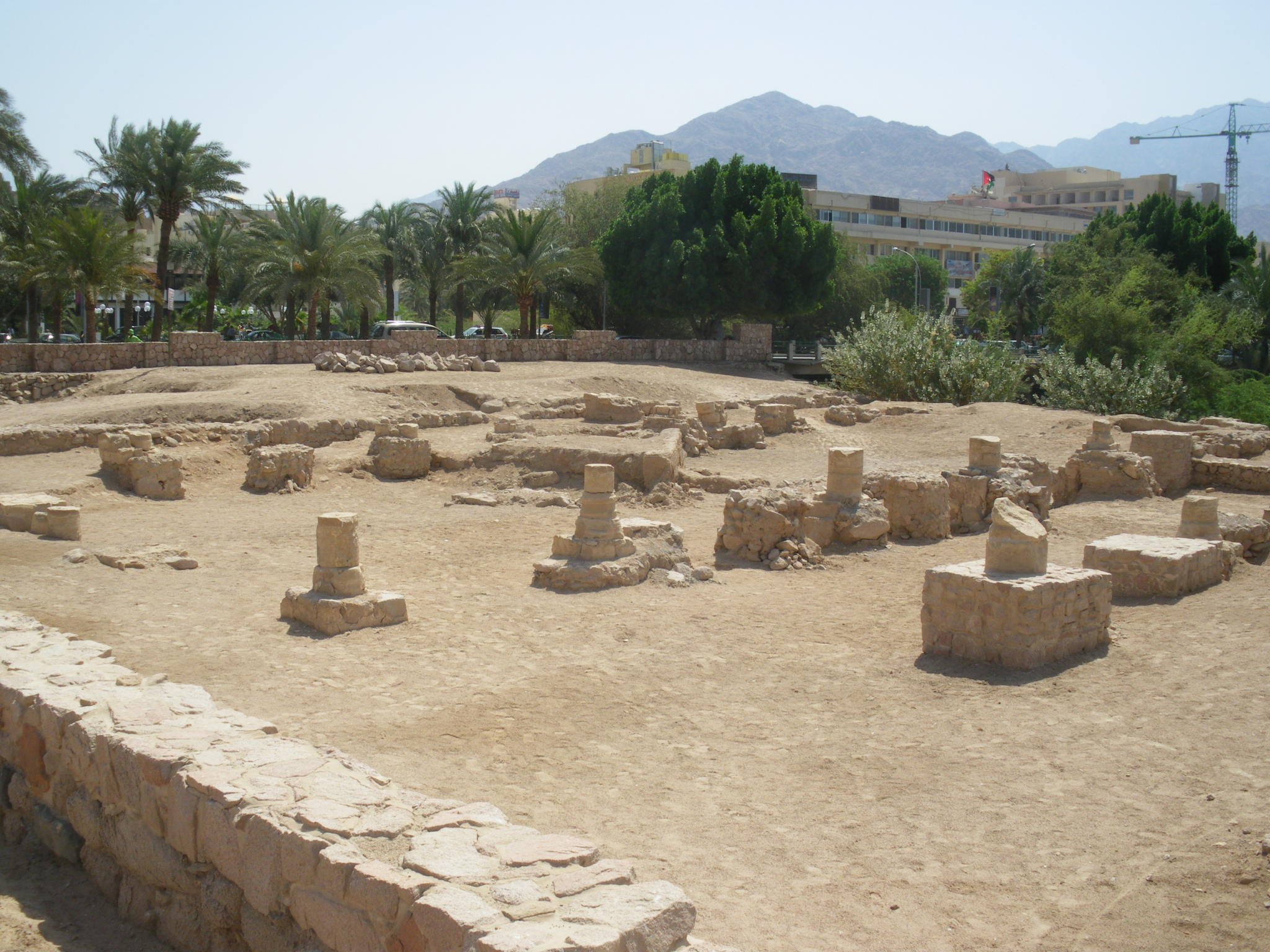
Les ruines de la mosquée d'Ayla.

Ayla (arabe : آيلة) est une ancienne cité musulmane qui fut établie sur le site de l'actuelle Aqaba en Jordanie. Elle fut la première ville islamique fondée en dehors de la péninsule d'Arabie. Ses ruines se trouvent au nord-ouest de l'actuel centre de la ville.

## Histoire
En 630, peu après l'Hégire, le prophète de l'islam Mahomet conclut un accord avec l'évêque d'Ailana, la cité byzantine située à environ 500 mètres au nord-est du site d'Ayla, ce qui permit une inclusion pacifique lors de la conquête musulmane.
La cité fut initiée vers l'année 650 par le calife Othman Ben Afan. La ville a prospéré de 661 à 750 sous les Omeyyades puis au-delà sous les Abbassides (750-970) puis les Fatimides (970-1116). La ville a décliné vers la fin du XIIe siècle à la suite de tremblements de terre, et des attaques de Bédouins et de Croisés. Baudouin Ier de Jérusalem prend la ville en 1116 sans grande résistance. Le centre de la ville se déplaça alors à 500 mètres le long de la côte vers le sud, aux environs du fort mamelouk et de l'actuelle hampe de drapeau d'Aqaba.
Ayla profita de sa position-clef en tant qu'étape importante sur la route vers l'Inde et des épices arabes (encens, myrrhe), entre la mer Méditerranée et la péninsule Arabique. La ville est par ailleurs évoquée dans plusieurs récits des Mille et Une Nuits.
Les travaux de fouille américano-jordaniennes furent menés à partir de 1986 par l'université de Chicago. Outre les ruines en place, de nombreuses découvertes se trouvent au musée archéologique d'Aqaba (dont une inscription qui figurait au-dessus de la porte d'Égypte) et au musée archéologique de Jordanie à Amman.

## Urbanisme
La ville était inscrite dans un rectangle fortifié de 170 × 145 mètres, avec des murs de 2,6 mètres d'épaisseur et de 4,5 mètres de hauteur. 24 tours défendaient la cité. La ville possédait quatre portes, sur chacun des quatre côtés, déterminant deux voies principales se croisant au centre : la porte de l'Égypte (au nord), la porte de Damas (à l'est), la porte du Hedjaz (au sud) et la porte de la mer (à l'ouest). Le point d'intersection entre ces deux voies était matérialisé par un tétrapyle (une arche à quatre voies), qui fut transformé en luxueux bâtiment résidentiel décoré de fresques du cours du Xe siècle.
Ce type de structure urbanistique, appelée msir, est typique des premières implantations fortifiées musulmanes. La cité inscrite dans un carré ou un rectangle fortifié comprenait outre la résidence, une mosquée au nord-est, occupant un espace de 35 × 55 mètres.
La ville fut notamment décrite anciennement par le géographe Shams Eddin Muqaddasi.
On retrouve également cette structure dans les anciennes cités égyptienne d'al-Fustat et irakiennes d'al-Basra et al-Kufa.

## Accessibilité
Ayla est accessible pendant la journée. Les murs des ruines atteignent par endroits trois mètres.
Le site est dorénavant traversé par un wadi (lit de rivière asséchée).